# Eidengesäß
Eidengesäß ist neben Altenhaßlau, Großenhausen (mit Waldrode), Geislitz (mit Hof Eich und Eichermühle) und Lützelhausen einer der fünf Ortsteile der Gemeinde Linsengericht im hessischen Main-Kinzig-Kreis. 

## Geografie

### Geografische Lage
Eidengesäß liegt im nördlichen Sandsteinspessart 220 m über NHN und 4,2 km südöstlich von Gelnhausen an dem im Ort entspringenden Haßelbach, einem linken Nebenfluss der Kinzig. 

### Nachbargemeinden
Die Nachbargemeinden sind im Uhrzeigersinn: die Ortsteile der Gemeinde Biebergemünd Kassel im Nord-Osten, Lanzingen im Osten, Breitenborn im Süd-Osten, die Gemeindeortsteile Geislitz und Großenhausen im Süd-Westen. Es folgen der Ortsteil Altenhaßlau und die Stadt Gelnhausen im Nord-Westen und der Gelnhäuser Stadtteil Höchst im Norden.
| Gelnhausen, Altenhaßlau | Höchst                                      | Kassel      |
|                         | Kompassrose, die auf Nachbargemeinden zeigt | Lanzingen   |
| Geislitz, Großenhausen  |                                             | Breitenborn |

## Geschichte

### Ortsgeschichte
Die älteste bekannte schriftliche Erwähnung von Ytzengesesse erfolgte im Jahr 1288 in einer Urkunde der Grafschaft Hanau. In erhaltenen Urkunden wurde der Ort später unter den folgenden Namen erwähnt (in Klammern das Jahr der Erwähnung): Idengesesze (1377) und Eidengeses (1556).
Das Dorf gehörte im Mittelalter zum Gericht Altenhaßlau, aus dem sich das Amt Altenhaßlau entwickelte, das zur Herrschaft Hanau, später zur Grafschaft Hanau und letztendlich zur Grafschaft Hanau-Münzenberg gehörte. 1349 wurde in Eidengesäß eine Marienkapelle geweiht und 1370 Besitz des Klosters Selbold erwähnt. Vor und nach der Reformation war das Dorf in Altenhaßlau eingepfarrt, wobei das Kirchenpatronat bei den Herren und Grafen von Hanau lag. Die Reformation schlug hier – wie in der gesamten Grafschaft Hanau-Münzenberg – nach 1597 die reformierte Richtung ein.
Nach dem Tod des letzten Hanauer Grafen, Johann Reinhard III., 1736, erbte Landgraf Friedrich I. von Hessen-Kassel aufgrund eines Erbvertrages aus dem Jahr 1643 die Grafschaft Hanau-Münzenberg und damit auch das Dorf Eidengesäß. 1821 kam das Dorf, nunmehr im Kurfürstentum Hessen genannten Hessen-Kassel gelegen, bei einer dort durchgeführten grundlegenden Verwaltungsreform zu dem neu gebildeten Kreis Gelnhausen.
Hessische Gebietsreform (1970–1977)
Die Gemeinde Linsengericht wurde zum 1. September 1970 im Zuge der Gebietsreform in Hessen durch den freiwilligen Zusammenschluss der vier bis dahin selbständigen Gemeinden Altenhaßlau, Eidengesäß, Geislitz und Großenhausen gegründet. Seit 1974 gehört Linsengericht-Lützelhausen zum durch die Gebietsreform neu entstandenen Main-Kinzig-Kreis. Für alle fünf Ortsteile von Linsengericht wurden Ortsbezirke mit Ortsbeirat und Ortsvorsteher, nach der Hessischen Gemeindeordnung gebildet.

### Verwaltungsgeschichte im Überblick
Die folgende Liste zeigt die Staaten und Verwaltungseinheiten, denen Eidengesäß angehört(e):
- vor 1458: Heiliges Römisches Reich, Grafschaft Hanau
- ab 1458: Heiliges Römisches Reich, Grafschaft Hanau-Münzenberg, Amt Altenhaßlau
- ab 1643: Heiliges Römisches Reich, Landgrafschaft Hessen-Kassel (als Pfand), Grafschaft Hanau-Münzenberg, Amt Altenhaßlau
- ab 1803: Heiliges Römisches Reich, Landgrafschaft Hessen-Kassel, Fürstentum Hanau, Amt Altenhaßlau[Anm. 2]
- 1806–1810: Kaiserreich Frankreich,[Anm. 3] Fürstentum Hanau, Amt Altenhaßlau (Militärverwaltung)
- 1810–1813: Großherzogtum Frankfurt, Departement Hanau, Distrikt Gelnhausen
- ab 1816: Kurfürstentum Hessen,[Anm. 4] Fürstentum Hanau, Amt Altenhaßlau[7]
- ab 1821: Kurfürstentum Hessen, Provinz Hanau, Kreis Gelnhausen[8][Anm. 5]
- ab 1848: Kurfürstentum Hessen, Bezirk Hanau
- ab 1851: Kurfürstentum Hessen, Provinz Hanau, Amt Altenhaßlau
- ab 1867: Königreich Preußen,[Anm. 6] Provinz Hessen-Nassau, Hessen-Nassau#Regierungsbezirk Kassel, Kreis Gelnhausen
- ab 1871: Deutsches Reich, Königreich Preußen, Provinz Hessen-Nassau, Regierungsbezirk Kassel, Kreis Gelnhausen
- ab 1918: Deutsches Reich,[Anm. 7] Freistaat Preußen, Provinz Hessen-Nassau, Regierungsbezirk Kassel, Kreis Gelnhausen
- ab 1944: Deutsches Reich, Freistaat Preußen, Provinz Nassau, Kreis Gelnhausen
- ab 1945: Amerikanische Besatzungszone,[Anm. 8] Groß-Hessen, Regierungsbezirk Wiesbaden, Landkreis Gelnhausen
- ab 1946: Amerikanische Besatzungszone, Hessen, Regierungsbezirk Wiesbaden, Landkreis Gelnhausen
- ab 1949: Bundesrepublik Deutschland, Hessen, Regierungsbezirk Wiesbaden, Landkreis Gelnhausen
- ab 1968: Bundesrepublik Deutschland, Hessen, Regierungsbezirk Darmstadt, Landkreis Gelnhausen
- ab 1970: Bundesrepublik Deutschland, Hessen, Regierungsbezirk Darmstadt, Landkreis Gelnhausen, Gemeinde Linsengericht[Anm. 9]
- ab 1974: Bundesrepublik Deutschland, Hessen, Regierungsbezirk Darmstadt, Main-Kinzig-Kreis, Gemeinde Linsengericht

## Bevölkerung

### Einwohnerstruktur 2011
Nach den Erhebungen des Zensus 2011 lebten am Stichtag dem 9. Mai 2011 in Eidengesäß 2355 Einwohner. Darunter waren 48 (2,0 %) Ausländer.
Nach dem Lebensalter waren 384 Einwohner unter 18 Jahren, 839 zwischen 18 und 49, 555 zwischen 50 und 64 und 477 Einwohner waren älter. Die Einwohner lebten in 1026 Haushalten. Davon waren 282 Singlehaushalte, 318 Paare ohne Kinder und 345 Paare mit Kindern, sowie 75 Alleinerziehende und 9 Wohngemeinschaften. In 234 Haushalten lebten ausschließlich Senioren und in 675 Haushaltungen lebten keine Senioren.

### Einwohnerentwicklung
Quelle: Historisches Ortslexikon
- 1587: 41 Schützen, 10 Spießer, 1 Zimmerer
- 1632: 43 Haushaltungen
- 1753: 50 Haushaltungen mit 199 Personen
- 1812: 58 Feuerstellen, 364 Seelen

| Eidengesäß: Einwohnerzahlen von 1812 bis 2022 | Eidengesäß: Einwohnerzahlen von 1812 bis 2022 | Eidengesäß: Einwohnerzahlen von 1812 bis 2022 | Eidengesäß: Einwohnerzahlen von 1812 bis 2022 | Eidengesäß: Einwohnerzahlen von 1812 bis 2022 |
| --- | --------------------------------------------- | --------------------------------------------- | --------------------------------------------- | --------------------------------------------- |
| Jahr |                                               |                                               |                                               | Einwohner                                     |
| 1812 | 1812                                          |                                               | 364                                           | 364                                           |
| 1834 | 1834                                          |                                               | 407                                           | 407                                           |
| 1840 | 1840                                          |                                               | 415                                           | 415                                           |
| 1846 | 1846                                          |                                               | 430                                           | 430                                           |
| 1852 | 1852                                          |                                               | 397                                           | 397                                           |
| 1858 | 1858                                          |                                               | 378                                           | 378                                           |
| 1864 | 1864                                          |                                               | 439                                           | 439                                           |
| 1871 | 1871                                          |                                               | 430                                           | 430                                           |
| 1875 | 1875                                          |                                               | 476                                           | 476                                           |
| 1885 | 1885                                          |                                               | 483                                           | 483                                           |
| 1895 | 1895                                          |                                               | 496                                           | 496                                           |
| 1905 | 1905                                          |                                               | 569                                           | 569                                           |
| 1910 | 1910                                          |                                               | 609                                           | 609                                           |
| 1925 | 1925                                          |                                               | 716                                           | 716                                           |
| 1939 | 1939                                          |                                               | 823                                           | 823                                           |
| 1946 | 1946                                          |                                               | 1.088                                         | 1.088                                         |
| 1950 | 1950                                          |                                               | 1.158                                         | 1.158                                         |
| 1956 | 1956                                          |                                               | 1.220                                         | 1.220                                         |
| 1961 | 1961                                          |                                               | 1.311                                         | 1.311                                         |
| 1967 | 1967                                          |                                               | 1.630                                         | 1.630                                         |
| 1970 | 1970                                          |                                               | 1.686                                         | 1.686                                         |
| 1980 | 1980                                          |                                               | ?                                             | ?                                             |
| 1990 | 1990                                          |                                               | ?                                             | ?                                             |
| 2000 | 2000                                          |                                               | ?                                             | ?                                             |
| 2011 | 2011                                          |                                               | 2.355                                         | 2.355                                         |
| 2022 | 2022                                          |                                               | 2.397                                         | 2.397                                         |
| Datenquelle: Historisches Gemeindeverzeichnis für Hessen: Die Bevölkerung der Gemeinden 1834 bis 1967. Wiesbaden: Hessisches Statistisches Landesamt, 1968. Weitere Quellen: LAGIS; Zensus 2011 |                                               |                                               |                                               |                                               |

### Historische Religionszugehörigkeit
| • 1885: | 463 evangelische (= 95,86 %), 20 katholische (= 4,14 %) Einwohner    |
| • 1961: | 1104 evangelische (= 84,21 %), 202 katholische (= 15,41 %) Einwohner |

## Politik
Für Eidengesäß besteht ein Ortsbezirk (Gebiete der ehemaligen Gemeinde Eidengesäß) mit Ortsbeirat und Ortsvorsteher nach der Hessischen Gemeindeordnung.
Der Ortsbeirat besteht aus acht Mitgliedern. Bei den Kommunalwahlen in Hessen 2021 betrug die Wahlbeteiligung zum Ortsbeirat 57,05 %. Dabei wurden gewählt: fünf Mitglieder der SPD, ein Mitglied der CDU und zwei Mitglieder der „Freien Wähler Linsengericht“ (FWG). Der Ortsbeirat wählte Andreas Millot (SPD) zum Ortsvorsteher.

## Öffentliche Einrichtungen

### Kindertagesstätte
In Eidengesäß befindet sich die Kindertagesstätte Lummerland. Fünf Gruppen mit insgesamt bis zu 95 Kindern können hier betreut werden.

### Schulen
1963 wurde in Eidengesäß eine Gemeinschaftsschule Eidengesäß-Geislitz, eingeweiht. Diese Geisbergschule ist heute eine reine Grundschule für Kinder aus beiden Ortsteilen.
Weitere Schulen in der Gemeinde sind:
- Grund- und Hauptschule Altenhaßlau, die heutige Haselaschule[14]
- Martinsschule, eine Förderschule für den Schwerpunkt geistiger Entwicklung, seit 1980[15]
- Montessori-Schule[16]

Weiterführende Schulen in der Region sind:
- Kopernikusschule im Freigericht, eine Kooperative Gesamtschule,
- Käthe-Kollwitz-Schule Langenselbold, eine Integrierte Gesamtschule,
- Alteburg-Schule in Kassel, eine Haupt- und Realschule,
- Grimmelshausen-Gymnasium Gelnhausen, ein Gymnasium mit Mittagsbetreuung.

### Freiwillige Feuerwehr Eidengesäß
Die Freiwillige Feuerwehr Eidengesäß wurde 1879 gegründet. 1968 folgte die Gründung einer Jugendfeuerwehr. Einsatz- und Gefahrenschwerpunkte sind:
- Ölwehr,
- Messungen an Einsatzstellen,
- Logistik für Linsengericht.

Die Einsatzabteilung besteht (Stand 2023) aus 27 Frauen und Männern. Die Jugendfeuerwehr Eidengesäß zählt 8 Einsatzkräfte.

## Kulturdenkmäler
Siehe auch: Liste der Kulturdenkmäler in Linsengericht (Hessen)#Eidengesäß